# میزونو تاداتانه
میزونو تاداتانه (به ژاپنی: 水野忠胤) (مرگ ۱۲ نوامبر ۱۶۰۹) یک سامورایی و دایمیوی قلمروی میکاوا میزونو در اوایل دوره ادو بود. او پسرعموی توکوگاوا ایه‌یاسو و همسر اوفوری دختر اودا نوبوناگا بود. او پسر میزونو تاداشیگه بود. در سال ۱۶۰۰ به همراه برادرش میزونو کاتسوناری در نبرد سکیگاهارا به نفع سپاه شرقی جنگید.